# Yah-ta-hey (Nuevo México)
Yah-ta-hey es un lugar designado por el censo ubicado en el condado de McKinley en el estado estadounidense de Nuevo México. En el Censo de 2010 tenía una población de 590 habitantes y una densidad poblacional de 57,12 personas por km².

## Geografía
Yah-ta-hey se encuentra ubicado en las coordenadas 35°37′18″N 108°47′31″O / 35.62167, -108.79194. Según la Oficina del Censo de los Estados Unidos, Yah-ta-hey tiene una superficie total de 10.33 km², de la cual 10.33 km² corresponden a tierra firme y (0%) 0 km² es agua.

## Demografía
Según el censo de 2010, había 590 personas residiendo en Yah-ta-hey. La densidad de población era de 57,12 hab./km². De los 590 habitantes, Yah-ta-hey estaba compuesto por el 11.36% blancos, el 0.34% eran afroamericanos, el 75.42% eran amerindios, el 0% eran asiáticos, el 0.17% eran isleños del Pacífico, el 5.76% eran de otras razas y el 6.95% pertenecían a dos o más razas. Del total de la población el 13.39% eran hispanos o latinos de cualquier raza.